# Ашагы-Касиль
Ашагы Касиль (азерб. Aşağı Qəsil) — село в Гюльбендинском административно-территориальном округе Агдашского района Азербайджана.

## Этимология
Название села происходит от слов «ашагы» (с азерб. — «нижний») и «Касиль» (ойконим). Название значит «Нижний Касиль». Сам ойконим «Касиль» происходит от тюркского слова «кашел», обозначающего пастбище.

## История
В 1926 году согласно административно-территориальному делению Азербайджанской ССР село относилось к дайре Агдаш Геокчайского уезда.
После реформы административного деления и упразднения уездов в 1929 году был образован Касильский сельсовет в Агдашском районе Азербайджанской ССР.
Согласно административному делению 1961 село Ашагы Касиль входило в Касильский сельсовет Агдашского района Азербайджанской ССР, но уже к 1977 году было переподчинено Гюльбендинскому сельсовету.
В 1999 году в Азербайджане была проведена административная реформа и внутри Гюльбендинского административно-территориального округа был учрежден Гюльбендинский муниципалитет Агдашского района, в который и вошло село.

## География
Ашагы Касиль расположен на берегу реки Турианчай.
Село находится в 2,5 км от центра муниципалитета Гюльбенда, в 8 км от райцентра Агдаш и в 235 км от Баку. Ближайшая железнодорожная станция — Ляки.
Село находится на высоте 35 метров над уровнем моря.

## Население
| Численность населения | Численность населения |
| 1985                  | 2009                  |
| --------------------- | --------------------- |
| 250                   | ↗317                  |

Население преимущественно занимается подсобным хозяйством.

## Климат
| Показатель                                                                                       | Янв. | Фев. | Март | Апр. | Май  | Июнь | Июль | Авг. | Сен. | Окт. | Нояб. | Дек. | Год  |
| ------------------------------------------------------------------------------------------------ | ---- | ---- | ---- | ---- | ---- | ---- | ---- | ---- | ---- | ---- | ----- | ---- | ---- |
| Средний суточный максимум, °C                                                                    | 7,0  | 8,3  | 12,5 | 20,5 | 25,5 | 29,9 | 33,4 | 32,3 | 28   | 21,1 | 14,2  | 9,1  | 20,1 |
| Средняя температура, °C                                                                          | 3,0  | 4,3  | 8    | 14,7 | 19,6 | 24   | 27,1 | 26,1 | 22,2 | 16   | 10    | 5,1  | 15,0 |
| Средний суточный минимум, °C                                                                     | −0,9 | 0,3  | 3,6  | 8,9  | 13,7 | 18,1 | 20,9 | 19,9 | 16,4 | 10,9 | 5,9   | 1,2  | 9,9  |
| Норма осадков, мм                                                                                | 24   | 29   | 34   | 42   | 56   | 42   | 22   | 25   | 26   | 54   | 33    | 27   | 414  |
| Источник: https://en.climate-data.org/asia/azerbaijan/agdas-rayonu/asag%C4%B1-q%C9%99sil-955025/ |      |      |      |      |      |      |      |      |      |      |       |      |      |

Среднегодовая температура воздуха в селе составляет +15,0 °C. В селе семиаридный климат.

## Инфраструктура
В селе расположены начальная школа, дом культуры, фельдшерско-акушерский пункт, библиотека, АТС.